# Einion Yrth ap Cunedda
Einion ap Cunedda (420 aprox.-500 aprox.; probablement regnà a partir de l'any 470) (en llatí: Engenius; en anglès: Enoch), altrament conegut com a Einion Yrth (l'Impetuós) fou un dels reis de Gwynedd. Fou un dels nou fills de Cunedda i es creu que viatjà cap al nord de l'actual Gal·les l'any 450 per tal d'expulsar-ne els invasors irlandesos. Després de la mort del seu pare, Einion heretà el nou regne de Gwynedd. Amb l'ajuda del seu germà Ceredig, governador de Ceredigion i el seu nebot Meirion, governador de Merioneth, Einion construí el seu regne basant-se en els èxits del seu pare i en establir el govern de la seva família a la regió. Els seus successors van ser dos dels seus fills, Cadwallon Lawhir i Owain Ddantgwyn.
Segons la dels historiadors David Sims i Mick Baker, Einion Yrth és, de fet, el personatge artúric Uther Pendragon o, com es diu en gal·lès, Yrthr Pen Draig.